# Ibrahim Kargbo
Ibrahim Kargbo, né le 10 avril 1982 à Freetown, en Sierra Leone, est un footballeur international sierra-léonais, naturalisé belge.  
Il évolue aussi bien au poste de défenseur central qu'au poste de milieu défensif.

## Biographie
Ibrahim Kargbo reçoit 30 sélections en équipe de Sierra Leone entre 2000 et 2013, inscrivant un but.
Il dispute deux matchs comptant pour les éliminatoires du mondial 2002, un match comptant pour les éliminatoires du mondial 2006, huit matchs comptant pour les éliminatoires du mondial 2010, et enfin cinq matchs rentrant dans le cadre des éliminatoires du mondial 2014. Le 7 septembre 2013, il inscrit un but contre la Guinée équatoriale (victoire 3-2).
Au cours de sa carrière en club il dispute notamment 133 matchs en première division belge, inscrivant 2 buts, 112 matchs en première division néerlandaise, inscrivant 3 buts, et 4 matchs en Ligue Europa.
En février 2016, il est suspendu par la Fédération néerlandaise pour cause de matchs truqués. Ibrahim Kargbo signe en 2016 pour Welling United en D5 puis en D6 anglaise, puis au  Dulwich Hamlet, en D7 anglaise.